# Targeta intel·ligent

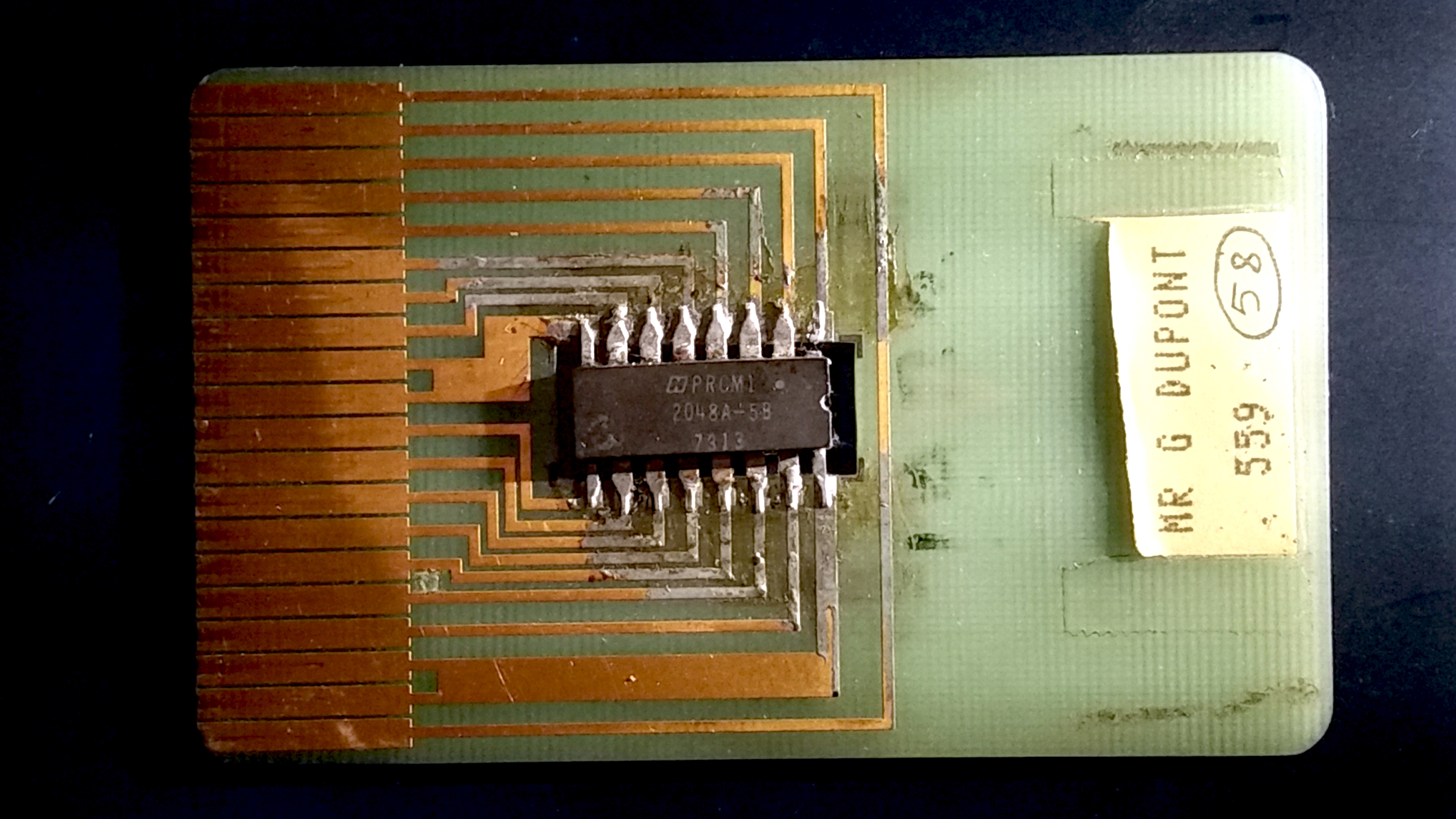
Prototip de la targeta intel·ligent creada pel seu inventor Roland Moreno (vers 1975). Aquest prototip posa en relleu el principi de funcionament de la targeta intel·ligent en què cada "pota" del circuit integrat (centre) està connectada a un contacte (elements daurats) que el posa en contacte amb l'exterior.

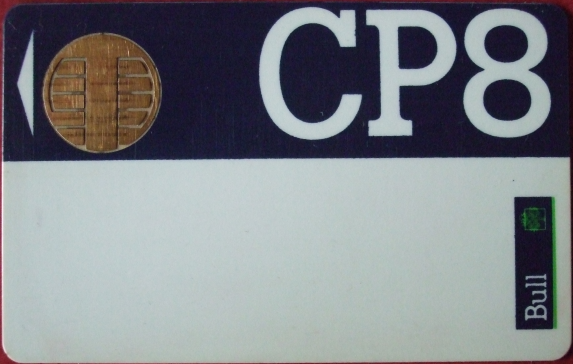
Targeta intel·ligent CP8, la primera targeta intel·ligent comercialitzada

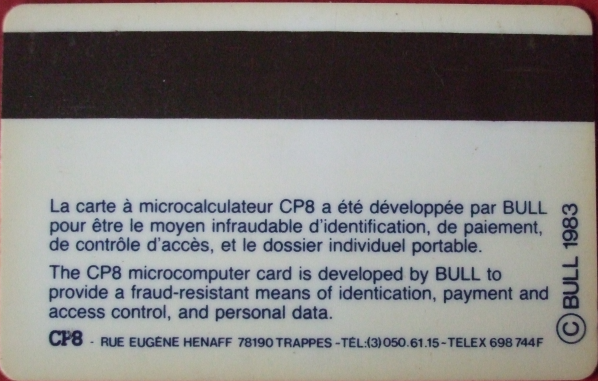
Targeta intel·ligent CP8 a l'anvers, versió amb banda magnètica

Una targeta intel·ligent, targeta amb circuit integrat (amb el sigle anglès ICC) o amb els noms en anglès smart card o chip card, és una targeta d'aspecte i de mida d'una targeta de crèdit o fins i tot més petit, amb un circuit integrat, generalment per mitjà d'un xip. Conté memòria no volàtil  que permet d'emmagatzemar dades en suport digital. Les seves dimensions físiques, els protocols de comunicació i, en el seu cas, la disposició dels contactes estan normalitzats per les normes estandarditzades ISO/IEC 7816 i ISO/IEC 7810.
Entre els tipus de targeta més habituals s'hi troben les de telecomunicacions (SIM, USIM i UICC), les de banca (targetes de crèdit, dèbit, prepagament...), les targetes recarregables (títols de transport, targetes de fidelització, moneders electrònics amb diner digital, etc.) o les targetes identificatives (documents d'identitat, targetes sanitàries, identificadors d'empleat o passaports, entre d'altres). Les targetes intel·ligents no contenen bateries; l'energia és subministrada pels lectors de targetes, bé siguin amb contacte o sense. És una evolució amb prestacions més elevades de la targeta magnètica. Existeixen targetes híbrides que combinen les dues tecnologies sobretot en les targetes de pagament.
La tecnologia de les targetes intel·ligents fou ideada a França l'any 1974, obra de l'inventor Roland Moreno. Aquesta primera targeta era una targeta telefònica que contenia un xip de memòria que mantenia un registre de quantitat modificable, usat per portar un recompte de diners que editava l'aparell telefònic. Aquest registre podia decrementar-se si l'usuari gastava diners usant el telèfon i incrementar-se posant diners a la màquina.
Una altra patent important en l'evolució de les targetes intel·ligents fou la que fiu Jürgen Dethloff el 1976 i que representa la primera targeta intel·ligent d'identificació amb número secret.